# Xestocephalus contortuplicatus
Xestocephalus contortuplicatus är en insektsart som beskrevs av George Willis Kirkaldy 1907. Xestocephalus contortuplicatus ingår i släktet Xestocephalus och familjen dvärgstritar. Inga underarter finns listade i Catalogue of Life.